# Atlantoraja
Atlantoraja es un género de peces Rajiformes de la familia Rajidae.

## Especies
- Atlantoraja castelnaui  Miranda-Ribeiro, 1907.[1]
- Atlantoraja cyclophora  Regan, 1903.[2]
- Atlantoraja platana  Günther, 1880.[3][4][5][6][7][8][9][10][11]